# 138 East 50th Street
138 East 50th Street, offiziell The Centrale, ist ein Wolkenkratzer in Manhattan in New York City. Er ist mit 246 Meter eines der höchsten Wohngebäude der Stadt.

## Beschreibung
Der Wohnturm „The Centrale“ befindet sich in Midtown Manhattan im Stadtteil Turtle Bay (Midtown East) an der 50th Street zwischen der 3rd Avenue und der Lexington Avenue. Bekannte Nachbargebäude sind westlich gelegen das Hotel Waldorf Astoria New York und der Art-déco-Wolkenkratzer 570 Lexington Avenue. 
2012 erwarb die Extell Development Company das Grundstück „138 East 50th Street“ für 61 Millionen US-Dollar und verkaufte dieses 2014 an die Cerruzzi Group. Erste Pläne wurden im Juni 2014 der Öffentlichkeit vorgestellt, die den Bau eines 52-stöckigen, 153 m hohen Hotels vorgesehen hatten. Diese Pläne wurde jedoch aufgegeben und stattdessen von den Architekturbüros Pelli Clarke Pelli Architects und SLCE Architects ein Wohngebäude entworfen, das im August 2015 vorgestellt wurde.
Im Herbst 2016 begannen die Bauarbeiten des Wolkenkratzers. Im November 2017 erreichte er seine endgültige Höhe und Anfang 2019 wurde das Gebäude fertiggestellt. Der Turm ist 246 Meter (807 Fuß) hoch und besitzt 71 Etagen, von denen 63 die 124 Eigentumswohnungen auf 23.225 m² beherbergen. Das Gebäude besitzt des Weiteren 700 m² Einzelhandelsflächen im Erdgeschoss. Die Gebäudearchitektur basiert auf das klassische Art déco mit zeitgenössischen Elementen und einer leicht reflektierenden Glasfassade, die mit Facetten aus Terrakotta-Chevrons gegliedert ist. Von der Basis bis zur Krone verläuft die Fassade in kristallinen Serpentinen mit schrägen Reflexionen aus dem umgebenden Viertel. Die Bewohner gelangen durch eine private und abgesperrte, von der 49th bis zur 50th Street reichenden Zufahrt zur Lobby, die rund um die Uhr mit einem Portier besetzt ist. Zu den Annehmlichkeiten gehören unter anderem ein Fitnessstudio, Schließfächer, Medien- und Clubräume, Parkplätze mit Parkservice, ein 23 Meter langer Swimmingpool und eine private Terrasse. Die Terrasse wird seit Mai 2021 mit einem zehn Meter hohen Wandbild von Tony Sjoman, einem Künstler mit finnischen und schwedischen Wurzeln, geschmückt.

## Galerie

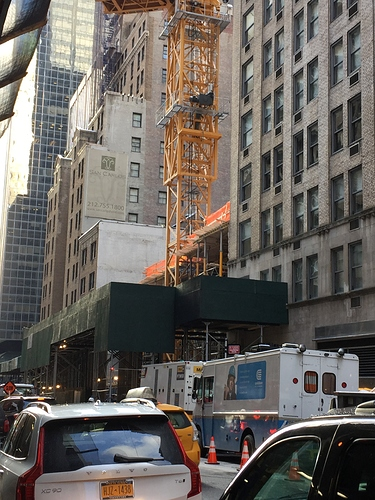
Bauphase am 6. Januar 2017
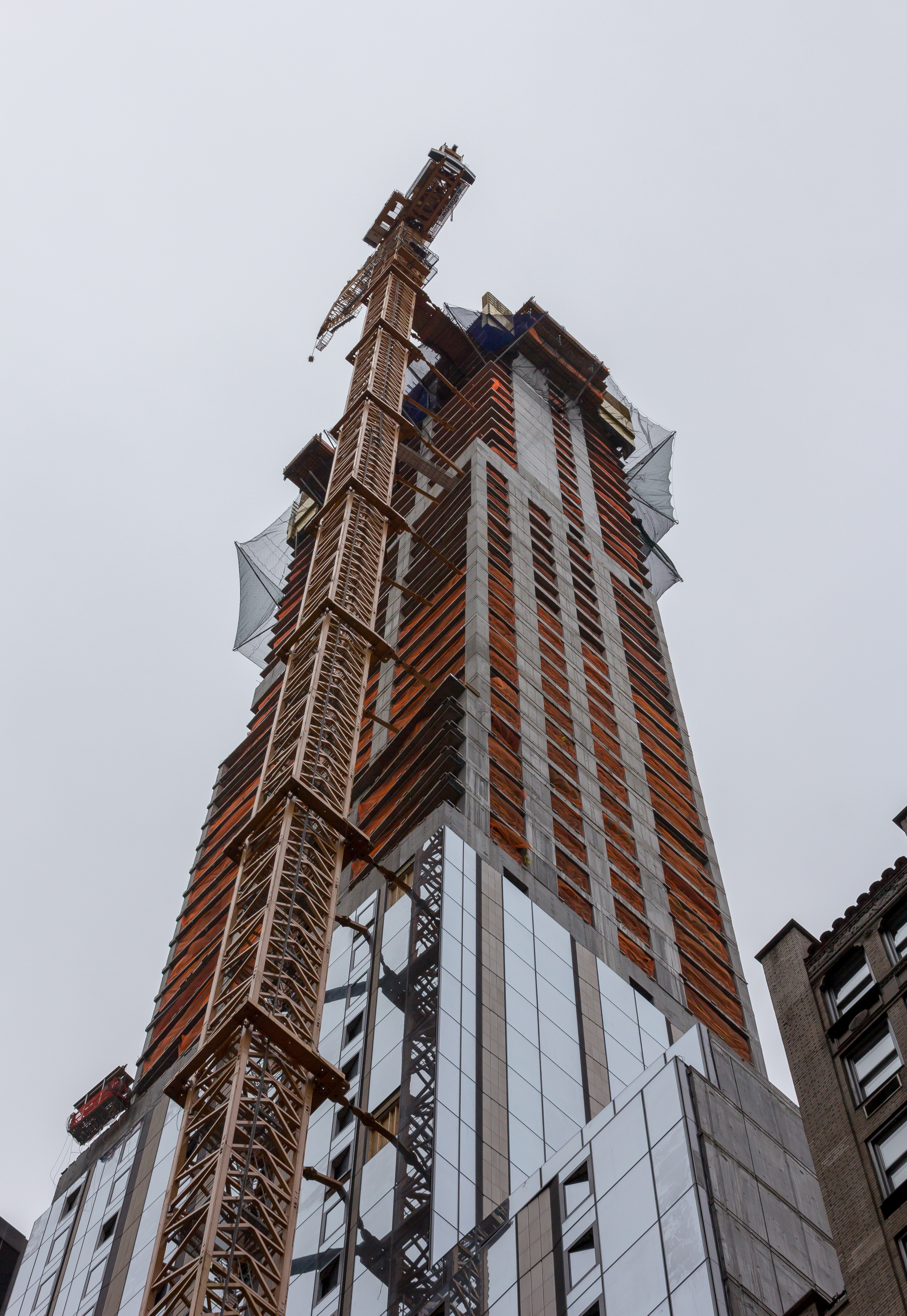
Baufortschritt am 5. November 2017
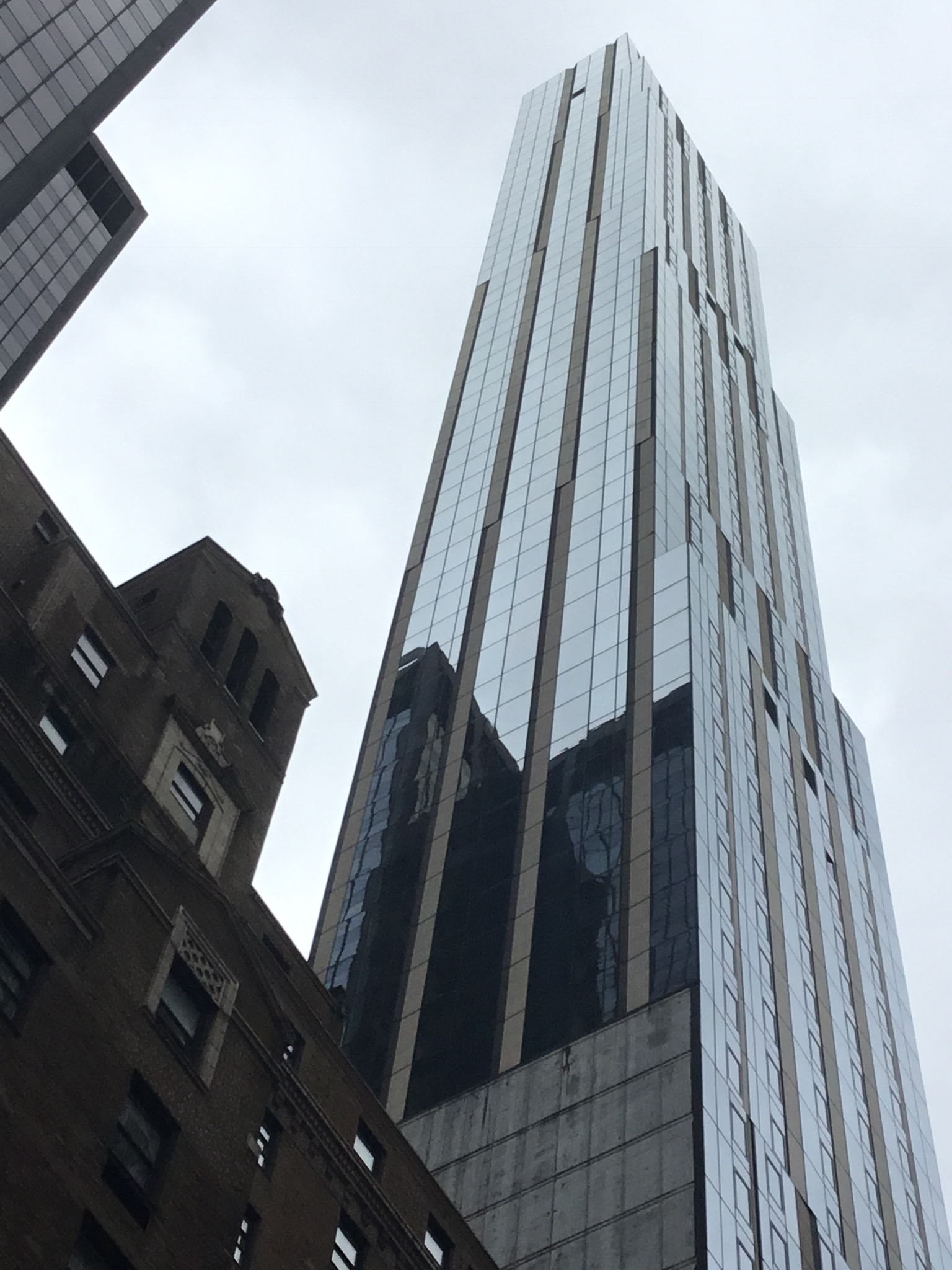
Der Turm am 26. Januar 2023